# On'yomi
El On'yomi (音読み) o lectura xinesa, és l'aproximació japonesa de la pronunciació xinesa dels caràcters Kanji. Alguns van ser inclosos de diferents parts de la Xina i en diferents moments, pel que múltiples on'yomi tenen diversos significats. Contrasta amb la pronúncia kun'yomi que és la pronúncia dels caràcters kanji emprant paraules japoneses.
Generalment els on'yomi es classifiquen en quatre tipus:
- Go-on (呉音; literalment: pronúncia Wu), pronunciació del xinès wu durant les dinasties Meridionals i Septentrionals entre els segles v i vi.
- Kan-on (漢音; literalment: pronúncia Han) pronunciació durant la Dinastia Tang entre els segles vii i ix.
- Tō-on (唐音；literalment: pronúncia Tang) pronunciació de les últimes dinasties, com la Dinastia Song i la Dinastia Ming.
- Kan'yō-on (慣用音; literalment: pronúncia per costum) són errors de pronunciació, que van ser integrats a l'idioma.